# Sviatlana Tsikhanouskaia
Sviatlana Heorhieuna Tsikhanouskaya (nascida Piliptchuk; em bielorrusso:  Святла́на Гео́ргіеўна Ціхано́ўская (Піліпчук) (Sviatlana Hieorhijeŭna Cichanoŭskaja (Pilipčuk)); em russo:  Светла́на Гео́ргиевна Тихано́вская (Пилипчу́к); Mikashevichy, 11 de setembro de 1982) é uma professora, intérprete, política ativista dos direitos humanos belarussa que chegou a proeminência após as eleições presidenciais de 2020 como a principal candidata de oposição. Tsikhanouskaya é a esposa do também ativista Siarhei Tsikhanouski. Seu marido seria o candidato naquela eleição, mas acabou sendo preso por forças de segurança do Estado em 29 de maio de 2020, algo que fez com que Tsikhanouskaya assumisse o seu lugar.
O então presidente Aleksandr Lukashenko foi declarado vitorioso na eleição de 2020, mas foi acusado de fraude eleitoral, manipulação e censura por opositores. Diante das acusações, Tsikhanouskaya reivindicou a vitória nas eleições, afirmando ter recebido entre 60% e 70% dos votos e pediu o reconhecimento da comunidade internacional.
Desde a eleição de 9 de agosto de 2020, opositores de Lukashenko e apoiadores de Sviatlana Tsikhanouskaya realizaram protestos pedindo a renúncia do presidente. As forças de segurança regiram contra os manifestantes. Tsikhanouskaya pediu para que os protestos não parassem, mas condenou a violência, pedindo inclusive que as forças de segurança desertassem. Poucos dias após a eleição, ela deixou o país, e se autoexilou na Lituânia. Em 17 de agosto, Tsikhanouskaya anunciou que estaria formando um governo de transição para rivalizar com Lukashenko e manter sua reivindicação à presidência.
Desde então, opositores Lukashenko pedem apoio internacional e reivindicam que países passem a reconhecer Tsikhanouskaya como presidenta de Belarus.
Em dezembro de 2020, Tsikhanouskaya recebeu da União Européia o Prémio Sakharov, que foi entregue por David Sassoli, então presidente do Parlamento Europeu, que prestou homenagem à ativista e à oposição bielorrussa.
Em janeiro de 2023, iniciou contra ela um julgamento à revelia. As acusações incluíam alta traição, conspiração para tomar o poder de forma ilegal e inconstitucional e criação de organização extremista. A ativista jamais compareceu aos julgamentos e segue vivendo na Lituânia.

## Prêmios e reconhecimento
- 2020: Prémio Sakharov da União Europeia.[13]
- 2020: 100 Mulheres Mais Influentes e Inspiradoras pela BBC.[16]